# Václav Spitzner
Václav Spitzner  (23. září 1852, Beroun – 9. ledna 1907, Prostějov) byl český botanik a středoškolský profesor. Od roku 1877 vyučoval na české zemské reálce v Prostějově. Prováděl výzkum rostlinných druhů na Moravě, přičemž se specializoval především na lišejníky. Věnoval se také entomologii a geologii. Založil a vedl Klub přírodovědecký v Prostějově. Byl prvním botanikem, který psal česky o moravské květeně.

## Životopis
Narodil se 23. září 1852 v Berouně jako syn berního úředníka. Navštěvoval gymnázium ve Slaném a v Praze a po maturitě r. 1871 nastoupil na pražskou univerzitu, kde studoval přírodní vědy, matematiku a fyziku. Roku 1877 získal učitelské místo na české reálce v Prostějově. Tam setrval do konce života.
Vedle učitelských povinností se věnoval vědecké práci. V letech 1880 až 1900 se podílel na výzkumech moravsko-slezské květeny, které prováděli Adolf Oborny a Eduard Formánek. Zaměřil se mimo jiné na vegetaci Prostějovska a na ostružiny a lišejníky v okolí Plumlova. K jeho zájmům ale patřila také geologie a entomologie.
V prosinci 1897 založil společně s entomologem Vladimírem Zoufalem a odborným učitelem Gaierem Klub přírodovědecký v Prostějově, s cílem provádět výzkum, popularizovat poznatky v českém jazyce a shromažďovat přírodniny pro potřeby školních sbírek. V následujících letech uspořádali řadu veřejných přednášek. V. Spitzner vykládal např. o přírodních a obchodních poměrech čajovníku, o geologických poměrech vodovodu města Olomouce a o výsledcích světového geologického výzkumu na pevnině i na mořském dně. V rámci spolku také založil a redigoval Věstník Klubu přírodovědeckého v Prostějově, v němž byla zveřejněna řada zdařilých prací. V klubu byl dlouholetým předsedou a čestným členem. Vedle toho působil jako dopisující člen Vlastivědného spolku musejního v Olomouci a konzervátor moravského muzejního spolku v Brně.
Byl oceňován pro obsáhlý vědecký rozhled. Vychoval řadu spolupracovníků a šířil zájem o přírodní vědy. Byl vynikajícím lokálním badatelem v oblasti botaniky. Vynikal neúnavnou pílí. Stal se prvním badatelem, který psal o moravské květeně česky. Školám věnoval množství shromážděného materiálu; například prostějovská reálka od něj dostala velký herbář. Jeho zkratku nese např. zvonek moravský – Campanula moravica (Spitzn.) Kovanda.
25. srpna 1883 se oženil se čtyřicetiletou vdovou Marií Helfertovou roz. Křepelkovou původem z Ivanovic na Hané. Zemřel náhle 9. ledna 1907 na cévní mozkovou příhodu. Byl pohřben na Městském hřbitově v Prostějově.
V září 1934 byly na jeho počest nazvány nově zřízené Spitznerovy sady na místě bývalého hřbitova u kostela sv. Petra a Pavla v Prostějově.

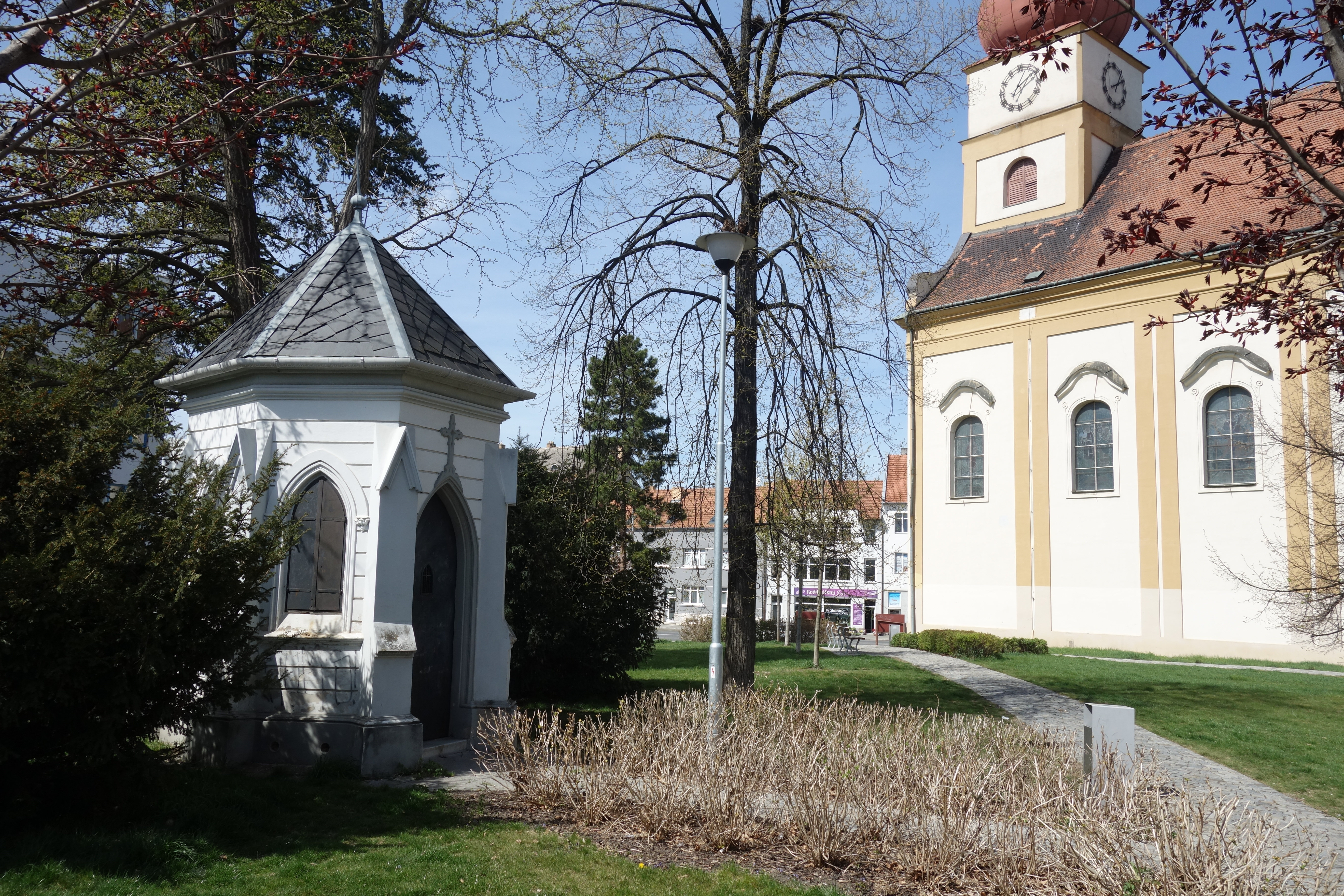
Spitznerovy sady v Prostějově

## Dílo
Řadu prací publikoval v periodickém tisku, například v programech prostějovské reálky, v časopisech Verhandlungen des naturfr. Vereines, Časopis Matice moravské, Vlastivěda Moravy a Věstník klubu přírodovědeckého v Prostějově. Vesmír uveřejnil např. jeho návod k preparování rostlin pro herbáře (1. prosince 1887) a o poměrech na vrchu Kotouči u Štramberka (1. dubna 1889, 15. dubna 1889).
Knižně vyšly mimo jiné:
- Beitrag zur Flechtenflora Mährens und Öst.-Schlesiens: Strauch-, Blatt- und Galertflechten. Brünn 1890.
- Floristische Mittheilungen. Brünn 1893.
- Foraminifery z miocénových jílů u Čech blíže Prostějova. Prostějov 1906.
- Hrance z teras diluviálních u Berouna v Čechách. Prostějov 1906.
- (společně s H. Hostinkem) Kulmová flora od Kobeřic blíže Prostějova. Prostějov 1904.
- Květena okresu prostějovského a plumlovského. Prostějov 1887. Dostupné online.
- Květena Moravy. Brno 1898.
- Ostrůvky květeny Pontické na jižní Moravě. Brno 1890.
- Ostružiny vysočiny Drahanské. Prostějov 1893.
- Příspěvek ku květeně lišejníků moravskoslezských. Klíč k určování lišejníků křovitých, lupenitých a rosolovitých. Prostějov 1890.
- Příspěvek ku květeně okolí města Prostějova. Prostějov 1885.
- Z botanických cest dra. Eduarda Formánka na poloostrově Balkánském a na Východě. Prostějov 1900.
- Záhadné balvany křemencové na planině Drahanské. Prostějov 1902.